# Domenico Cavaccini
Domenico Cavaccini (Salerno, 13 marzo 1987) è un pallavolista italiano, libero del Cuneo.

## Carriera

### Club
La carriera di Domenico Cavaccini inizia nel 2005 quando entra nel San Marzano, in Serie C, dove resta per due annate. Nella stagione 2007-08 viene ingaggiato dal Marigliano, in Serie B2, stessa categoria dove milita nella stagione 2009-10 con la Virtus Potenza: resta legato al club lucano per tre annate, disputando dalla stagione 2010-11 la Serie B1.
Per il campionato 2012-13 veste la maglia dell'Atripalda, in Serie A2, con cui si aggiudica la Coppa Italia di categoria. Rientra in campo nel gennaio 2014 per concludere l'annata con l'Olbia, in Serie B1. Nella stagione 2014-15 si accasa alla Marconi di Spoleto, sempre in Serie B1, con cui, al termine della stagione 2015-16 conquista la promozione in Serie A2.
Nell'annata 2016-17 passa alla New Mater di Castellana Grotte, in serie cadetta, ottenendo a fine campionato la promozione in Superlega, categoria dove debutta nella stagione successiva con lo stesso club. Per il campionato 2019-20 difende i colori della Top Volley Latina, sempre in Superlega, restando al club pontino per un triennio, dopo il quale, nell'annata 2022-23, torna a giocare in Serie A2, indossando la maglia della Callipo, con la quale ottiene le vittorie nella Coppa Italia di categoria e nella Supercoppa italiana di Serie A2, oltre alla promozione in Superlega, che disputa nell'annata successiva firmando per la Saturnia Acicastello.
Nella stagione 2024-25 torna in serie cadetta accordandosi con il Cuneo, con il quale ottiene una nuova promozione in Superlega e conquista la sua seconda supercoppa di Serie A2.

## Nazionale
Nel 2018 ottiene le prime convocazioni nella nazionale italiana.

## Palmarès

### Club
- Coppa Italia di Serie A2: 2

2012-13, 2022-23
- Supercoppa italiana di Serie A2: 2

2023, 2025